# Wales (Alaska)
Wales (Kingigin en Iñupiaq, nombre que recuerda a la montaña que se encuentra en el lugar) es una localidad de Alaska, Estados Unidos, la cual se encuentra dentro del Área censal de Nome y se trata de una de las comunidades más antiguas del estrecho de Bering. Está enfrentada a Uelen, Rusia, separada de este último asentamiento por el Estrecho de Bering

## Historia
Se han encontrado vestigios arqueológicos de la cultura Birnirk que datan del 500 al 900 a C.
Rusia en el año 1827 informa que se encuentra un pueblo Iñupiat en esa zona.
En el año 1890 se instala una misión religiosa de Estados Unidos en el lugar.
Wales se convirtió a finales del siglo XIX en un centro de caza de ballenas muy importante, habitado en ese momento por alrededor de 500 residentes.
La gripe española desatada entre 1918 y 1919 diezmó a la población local y a la economía del lugar.

## Población
Según el censo del año 2000, su población era de 153 habitantes, contando con 28 familias y 50 casas.